# My Name Is Barbra
My Name Is Barbra é o quinto álbum de estúdio, e primeiro dedicado ao especial homônimo, lançado pela cantora americana Barbra Streisand, em maio de 1965.
Trata-se de um álbum conceitual, cujas seis primeiras faixas (ou o lado A do disco) são músicas que representam a infância e o crescimento, ao passo que as demais (o lado B) falam sobre a vida adulta, com interpretações dramáticas da cantora.
Para promover o álbum, foram lançados dois singles: "Why Did I Choose You?" e "My Man," que alcançaram posições modestas nas paradas da Billboard. O sucesso do álbum foi impulsionado pelo especial de TV, que rendeu a Streisand cinco prêmios Emmy e solidificou seu status na indústria do entretenimento.
A crítica recebeu o álbum de forma positiva, com William Ruhlmann, do AllMusic, atribuindo-lhe quatro estrelas e meia. Streisand também ganhou o Grammy de melhor performance feminina pop em 1966. 
Comercialmente, o álbum foi bem-sucedido, atingindo o número 2 na Billboard 200 e recebendo disco de ouro por mais de 500 mil cópias vendidas nos Estados Unidos.
O especial de TV e o álbum tiveram várias reedições ao longo dos anos, incluindo lançamentos em VHS, DVD e disponibilização via streaming na Netflix em 2018.

## Especial de TV
Em 1964, enquanto estrelava, com bastante êxito, a peça Funny Girl, na Broadway, a emissora de TV CBS fez uma proposta milionária a Streisand para a gravação de especiais de TV pelos próximos dez anos. A proposta foi aceita sob a condição de que ela tivesse a liberdade de conduzi-los a sua maneira.
Ao contrário de especiais da época, como os feitos pela cantora Judy Garland, o primeiro deles não contaria com a participação de artistas populares daquele período, sendo estrelado único e exclusivamente por Streisand, no gênero conhecido como "one man show".
O especial obteve sucesso de audiência e rendeu a Streisand cinco prêmios Emmy, em seu discurso, ela falou sobre a força da televisão: "Não pude acreditar na quantidade de pessoas que assistem você em um determinado período de tempo... Eu descobri que teria que trabalhar no teatro, em Funny Girl, por 58 anos para atingir a mesma quantidade de pessoas".

### Disponibilidade
Em 1 de novembro de 1986, a revista Billboard anunciou que uma fita VHS com o especial seria lançada via CBS/Fox Video, com uma nova introdução feita por Streisand falando sobre os bastidores.
Em 2005, a Columbia lançou uma caixa que continha cinco DVDs, cada um deles continha um dos cinco especiais lançados nas décadas de 1960 e 1970, incluindo My Name Is Barbra. O DVD foi lançado individualmente em 2007.
Em 2018, a cantora revelou em seu Twitter que os fãs poderiam assisti-lo via streaming, pela Netflix, naquele mesmo ano.

## Promoção e divulgação
Para promover o álbum foram lançados dois singles: "Why Did I Choose You?" (com "My Love" de lado B) e "My Man" (que foi incluída na trilha do filme Funny Girl, de 1969 e traz "Where Is The Wonder" como lado B), que atingiram as posições de números 77 e 79 na Billboard Hot 100 e 15 e 17 na Adult Contemporary, respectivamente.

## Recepção crítica
A recepção da crítica ao álbum também foi favorável. William Ruhlmann, do site estadunidense AllMusic o avaliou com quatro estrelas e meia de cinco.
O Grammy Awards de 1966, a premiou na categoria melhor performance feminina pop e a National Association of Recording Merchandisers a nomeou a melhor cantora de 1965.

## Desempenho comercial
Comercialmente, o álbum estreou na posição de número 129, na parada musical Billboard 200, na semana que terminou em 22 de maio de 1965. Na mesma parada, atingiu sua posição máxima, no #2, em 9 de novembro do mesmo ano, e passou 74 semanas na mesma.
Em 2 de dezembro de 1965, a Recording Industry Association of America (RIAA) o certificou com um disco de ouro por mais de 500 mil cópias vendidas nos Estados Unidos.
Em 1966, a revista LIFE informou que as vendas superaram mais de um milhão de cópias no mundo.

## Lista de faixas
Créditos adaptados do LP My Name Is Barbra, de 1965, e do DVD My Name Is Barbra, de 2006.
| N.º | Título                                  | Compositor(es)                                                     | Duração |  |
| 1.  | "My Name Is Barbara"                    | Leonard Bernstein                                                  | 0:53    |  |
| 2.  | "A Kid Again / I'm Five"                | Johnny Melfi, Roger Perry / Milton Schafer                         | 2:05    |  |
| 3.  | "Jenny Rebecca"                         | Carol Hall                                                         | 3:03    |  |
| 4.  | "My Pa"                                 | Michael Leonard, Herbert Martin                                    | 2:30    |  |
| 5.  | "Sweet Zoo"                             | Jeffrey D. Harris                                                  | 1:36    |  |
| 6.  | "Where Is The Wonder"                   | Michael Barr, Dion McGregor                                        | 2:18    |  |
| 7.  | "# "I Can See It"                       | Tom Jones, Harvey Schmidt                                          | 3:06    |  |
| 8.  | "Someone to Watch Over Me"              | George Gershwin, Ira Gershwin                                      | 2:43    |  |
| 9.  | "I've Got No Strings"                   | Leigh Harline, Ned Washington                                      | 2:49    |  |
| 10. | "If You Were the Only Boy in the World" | Nat Ayer, Clifford Grey                                            | 3:28    |  |
| 11. | "Why Did I Choose You?"                 | M. Leonard, Martin                                                 | 3:46    |  |
| 12. | "My Man"                                | Jacques Charles, Channing Pollock, Albert Willemetz, Maurice Yvain | 2:57    |  |

| My Name Is Barbra (DVD) | |         |  |
| N.º                     | Título | Duração |  |
| 1.                      | "My Name Is Barbara" |         |  |
| 2.                      | "Much More" |         |  |
| 3.                      | "I'm Late" |         |  |
| 4.                      | "Make Believe" |         |  |
| 5.                      | "How Does The Wine Taste" |         |  |
| 6.                      | "I Wish I Were A Kid Again" |         |  |
| 7.                      | "I'm Five" |         |  |
| 8.                      | "Sweet Zoo" |         |  |
| 9.                      | "Where Is The Wonder?" |         |  |
| 10.                     | "I've Got The Blues" |         |  |
| 11.                     | "Monologue: "Pearl From Istanbul"" |         |  |
| 12.                     | "Poverty Medley: Second Hand Rose / Give Me The Simple Life / I Got Plenty Of Nothing / Brother Can You Spare A Dime? / Nobody Knows You / When You're Down And Out / Second Hand Rose / The Best Things In Life Are Free" |         |  |
| 13.                     | "When The Sun Comes Out" |         |  |
| 14.                     | "Why Did I Choose You?" |         |  |
| 15.                     | "Lover Come Back To Me" |         |  |
| 16.                     | "Funny Girl Medley: You Are Woman (I Am Man) / Don't Rain On My Parade / The Music That Makes Me Dance" |         |  |
| 17.                     | "My Man" |         |  |
| 18.                     | "Happy Days Are Here Again" |         |  |

## Tabelas
| Tabela musical                 | Melhor posição |
| ------------------------------ | -------------- |
| Estados Unidos (Billboard 200) | 2              |

| Tabela musical (1965) | Posição |
| --------------------- | ------- |
| US Cash Box           | 18      |

| Tabela musical (1966) | Posição |
| --------------------- | ------- |
| US Cash Box           | 62      |

## Certificações e vendas
| País                                                  | Certificação | Vendas    |
| ----------------------------------------------------- | ------------ | --------- |
| Estados Unidos (RIAA)                                 | Ouro         | 500,000   |
| Estados Unidos (RIAA) (Home video do especial de TV.) | Ouro         | 50,000    |
| Resumos                                               |              |           |
| Mundo (vendas até 1966)                               | —            | 1,000,000 |